# Економічний вісник Донбасу
«Економічний вісник Донбасу» — український науковий журнал. Засновники — Луганський національний університет імені Тараса Шевченка та Інститут економіки промисловості НАН України. Видається з 2004 року. Виходить чотири рази на рік українською та російською мовами.

## Історія
Журнал засновано у 2004 році. Головним редактором є В'ячеслав Ляшенко.
З 2009 року Економічний вісник Донбасу входить до переліку наукових фахових видань України (економічні науки). Журнал індексується українською загальнодержавною реферативною базою даних «Україніка наукова» (з 2005 року), російською науковою базою eLIBRARY.ru (з 2013 року), польською базою Index Copernicus (з 2015 року), японською базою Research Bible (з 2016 року) та Google Scholar.

## Редакція
- Головний редактор — Ляшенко Вячеслав Іванович (д-р екон. наук, старш. наук. співроб.)
- Заступники головного редактора — Матросова Людмила Миколаївна (д-р екон. наук, проф.)
- Відповідальні секретарі — Чеботарьова Н. М. (канд. екон. наук, доц.)
- Редакційна рада — Амоша О. І. (акад. Нац. акад. наук України, д-р екон. наук, проф. (голова)), Величко А. (д-р, проф. (Болгарія)), Вольчик В. В. (д-р екон. наук, проф. (Росія)), Краузе Г. (Dr. Hab. (Німеччина)), Курило В. С. (акад. Нац. акад. пед. наук України, д-р пед. наук, проф.), Кушнірович Н. О. (PhD (Ізраїль)), Лучес Д. (PhD (Румунія)), Надолу Б. (PhD (Румунія)), Павлов К. В. (д-р екон. наук, проф. (Росія)), Пономаренко В. С. (д-р екон. наук, проф.), Столяров В. Ф. (д-р екон. наук, проф.), Фатєєв В. С. (д-р екон. наук, проф. (Білорусь)), Хагеманн Н. (PhD (Німеччина)), Шимов В. М. (д-р екон. наук, проф. (Білорусь))
- Редколегія — Александров І. О. (д-р екон. наук, проф.), Амоша О. І. (акад. Нац. акад. наук України, д-р екон. наук, проф.), Булєєв І. П. (д-р екон. наук, проф.), Дементьєв В. В. (д-р екон. наук, проф.), Драчук Ю. З. (д-р екон. наук, старш. наук, співроб.), Дубницький В. І. (д-р екон. наук, проф.), Єськов О. Л. (д-р екон. наук, проф.), Житний П. Є. (д-р екон. наук, проф.), Кабанов А. І. (д-р екон. наук, старш. наук. співроб.), Колосов А. М. (д-р екон. наук, проф.), Макогон Ю. В. (д-р екон. наук, проф.), Махортов Ю. О. (д-р екон. наук, проф.), Осадча Н. В. (д-р екон. наук, доц.), Тараш Л. І. (д-р екон. наук, старш. наук, співроб.), Хоменко Я. В. (д-р екон. наук, проф.), Чеботарьов В. А. (д-р екон. наук, доц.)